# Аргевич, Артур
Артур Аргевич (пол. Artur Argiewicz; 17 июля 1881 — 10 мая 1966) — американский скрипач польского происхождения.
Учился с 1891 года у Морица Розена, в следующем году впервые выступил с концертом в варшавском Музыкальном обществе. Уже в 1893 году «Нью-Йорк Таймс» сообщала о его незаурядном техническом мастерстве при исполнении произведений Баха и Мендельсона. В 1894 году отправился для продолжения музыкального образования в Берлин, занимался под руководством Йозефа Иоахима и Карла Халира, изучал также контрапункт у Вильгельма Тауберта. В том же году дебютировал с гастрольным выступлением в Лондоне, исполнив в Хрустальном дворце Первый концерт Макса Бруха. На рубеже веков много концертировал в Берлине, в том числе с Берлинским филармоническим оркестром.
В 1905 году вошёл в число первых преподавателей основанного в Нью-Йорке Института музыкального искусства, играл также в нью-йоркских оркестрах. Выступал в концертах вместе с Зыгмунтом Стоёвским, для Аргевича написана его Соната № 2 для скрипки и фортепиано, которую они вместе впервые исполнили 18 марта 1912 г. Выступал также вместе с Квартетом Кнайзеля.
В дальнейшем жил и работал в Сан-Франциско. В 1917—1925 годах — вице-концертмейстер Симфонического оркестра Сан-Франциско. Преподавал в Калифорнийском университете в Беркли, среди его учеников, в частности, Фрэнк Хаузер.
Брат Аргевича Бернард Аргевич (1888—1955), виолончелист, много лет играл в составе Филадельфийского оркестра.